# Sesači
Sesači (znanstveno ime Trematoda) so ena izmed skupin ploskih črvov. So endoparaziti (notranji zajedavci) in hermafroditi. Ugreznjena povrhnjica jih varuje pred izločki gostitelja.
Znan predstavnik je veliki metljaj. Njegov vmesni gostitelj je mali mlakar, glavni pa govedo in srne. Ima dva priseska. Je od 1 do 3 cm dolg. živi v jetrih gostitelja, ima dobro vidno razvejano črevo in 2 priseska.